# پترزبورگ (میشیگان)
پطرزبورگ، میشیگان (به انگلیسی: Petersburg, Michigan) یک شهر در ایالات متحده آمریکا با جمعیت ۱٬۱۴۶ نفر است که در میشیگان واقع شده‌است.

## موقعیت جغرافیایی
موقعیت جغرافیایی شهرها و مناطق اطراف به شرح زیر است:

## نگارخانه

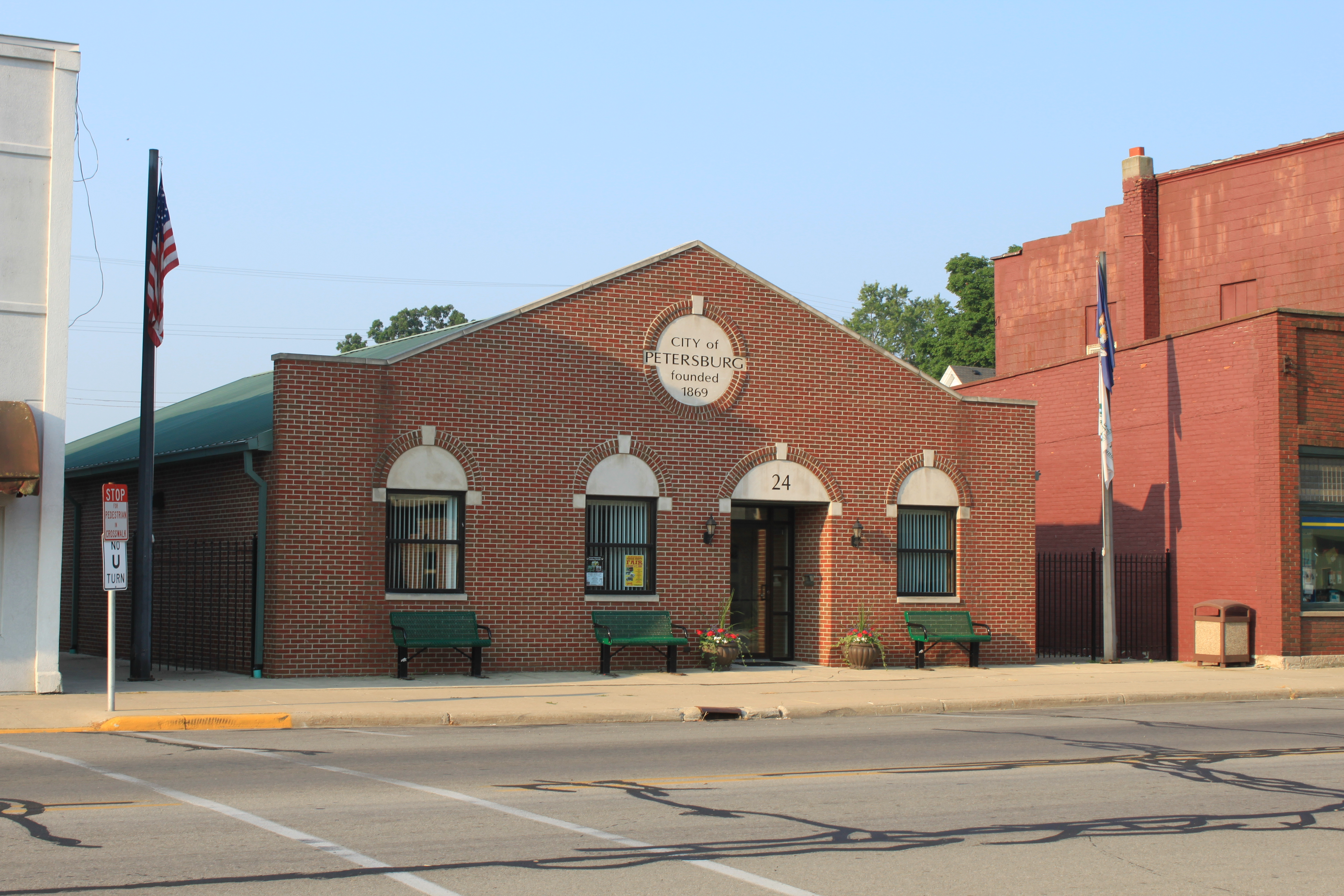
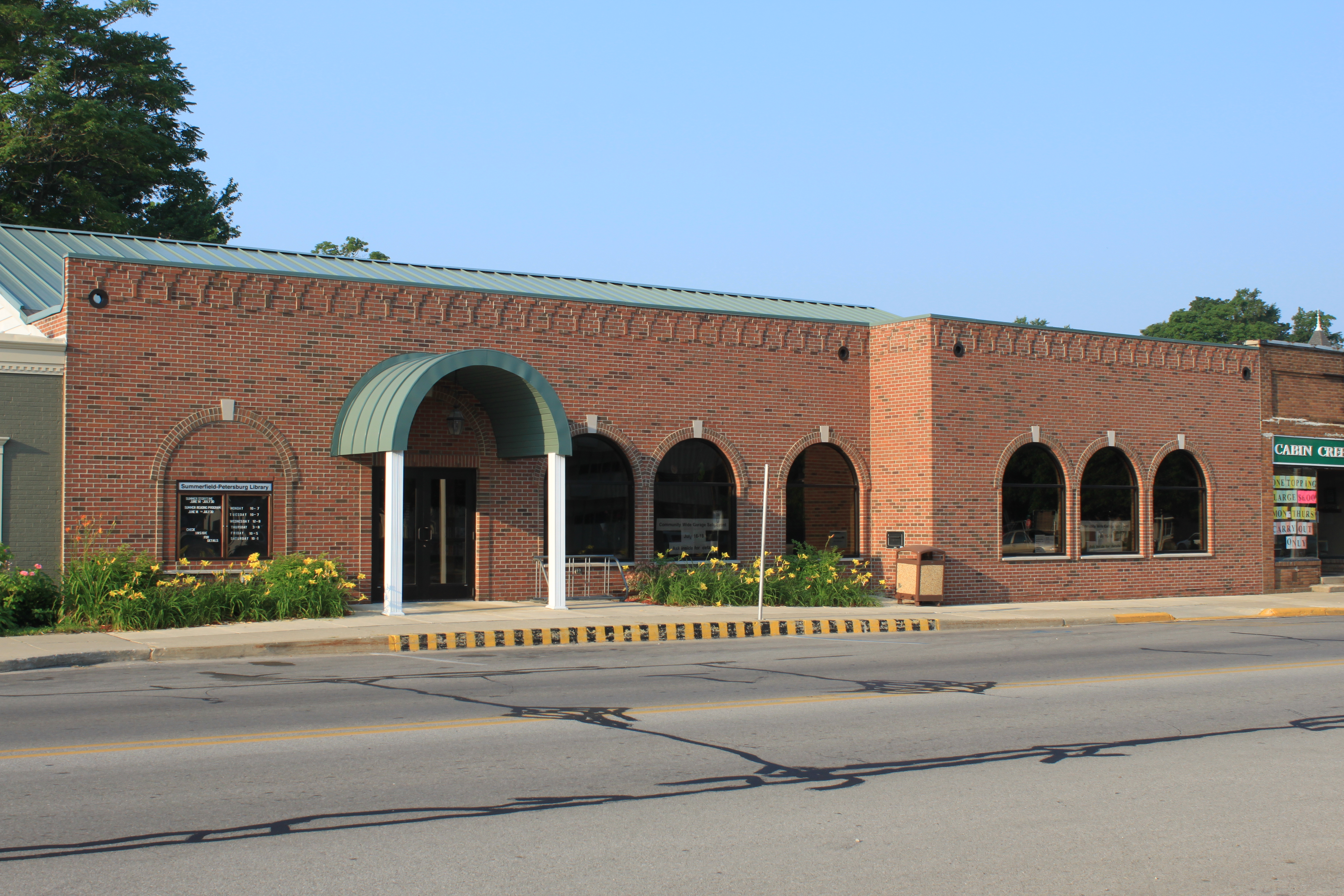
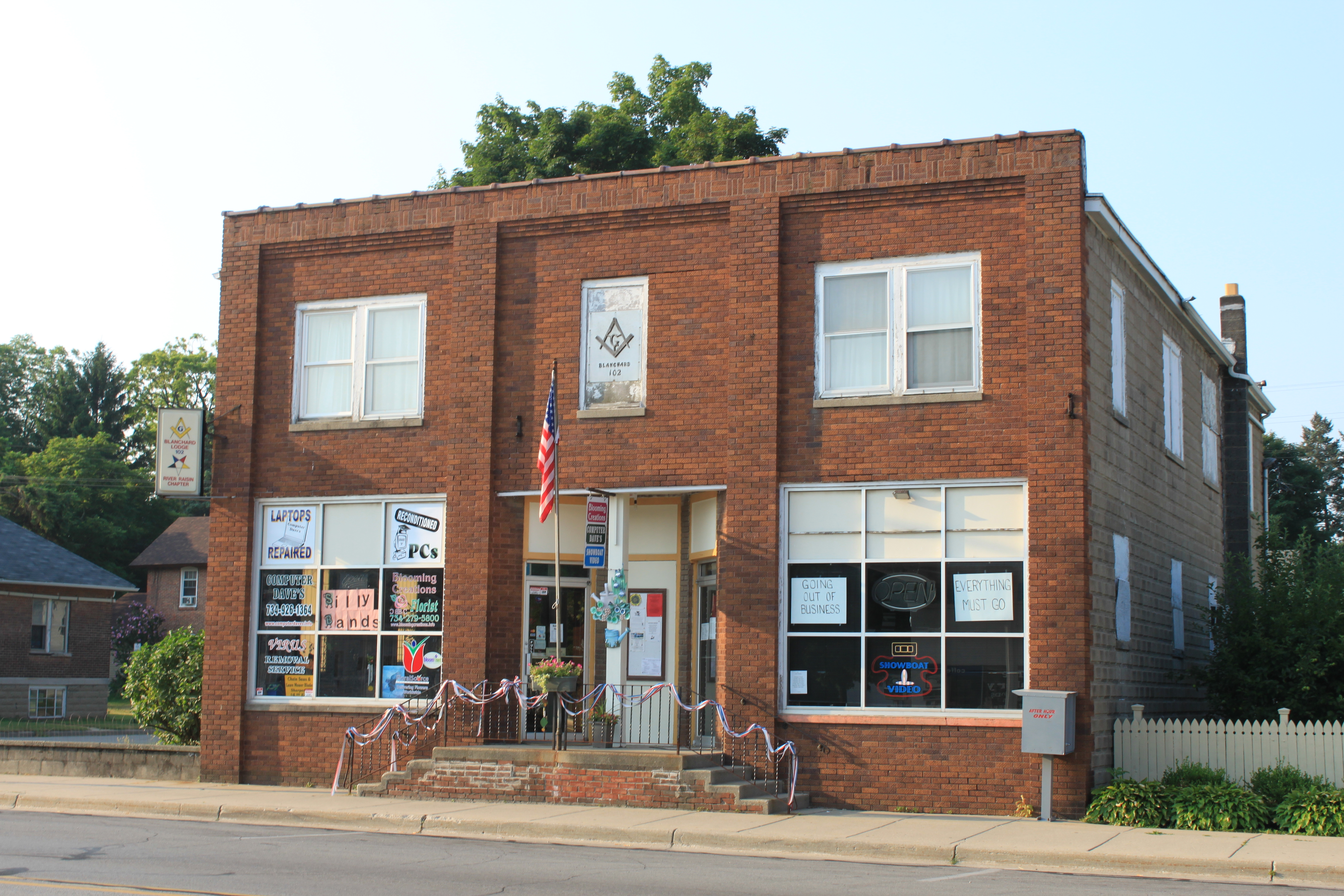
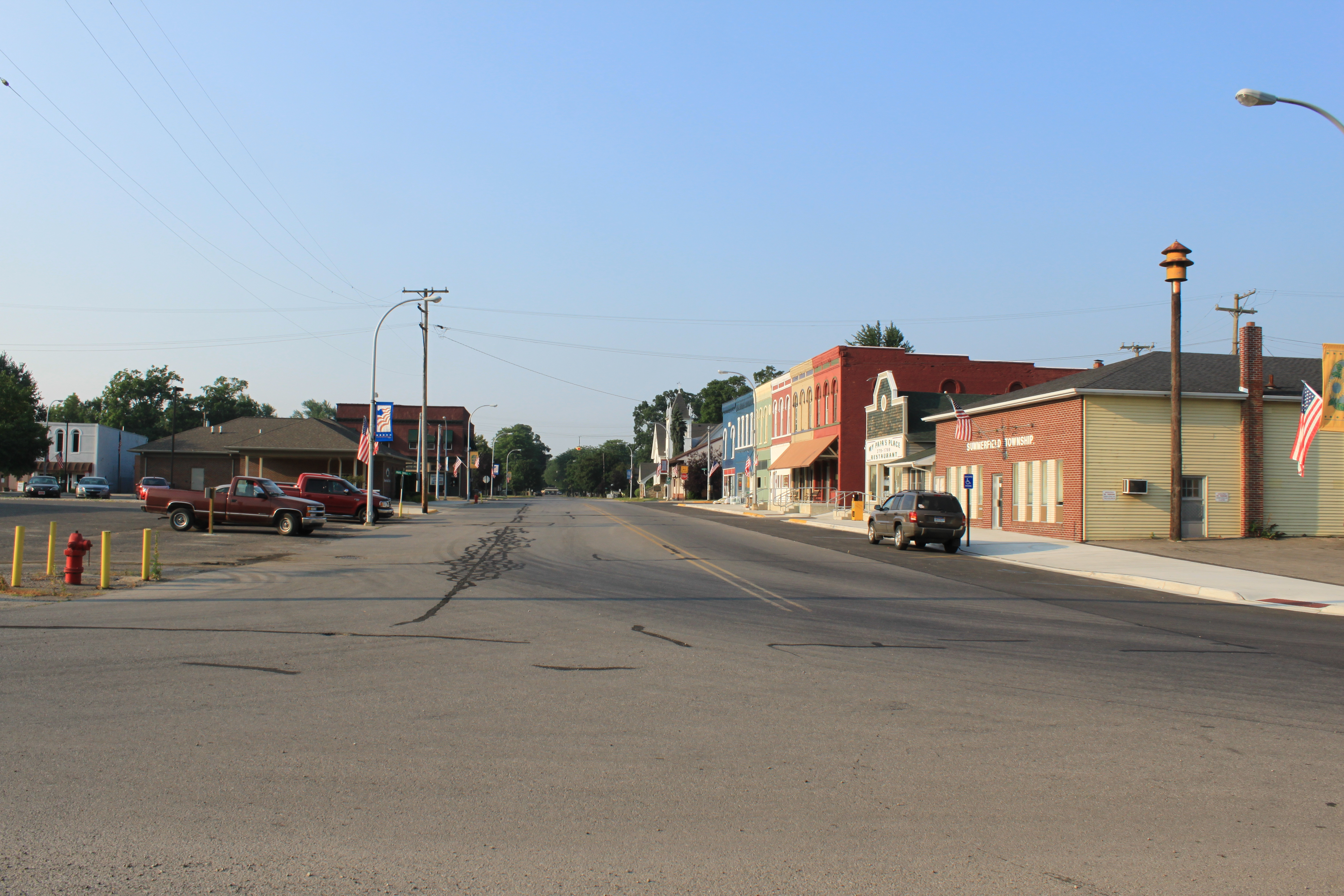
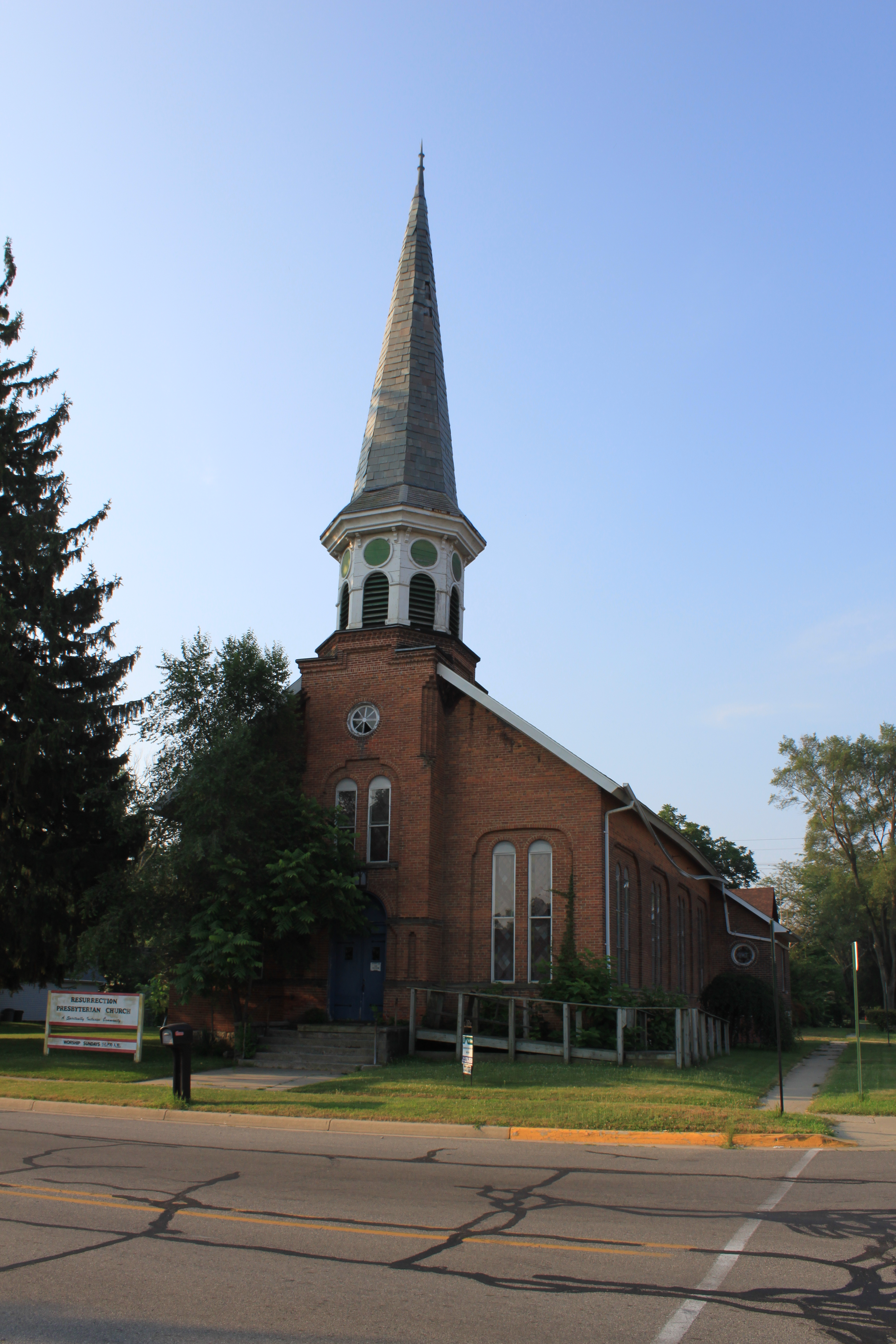
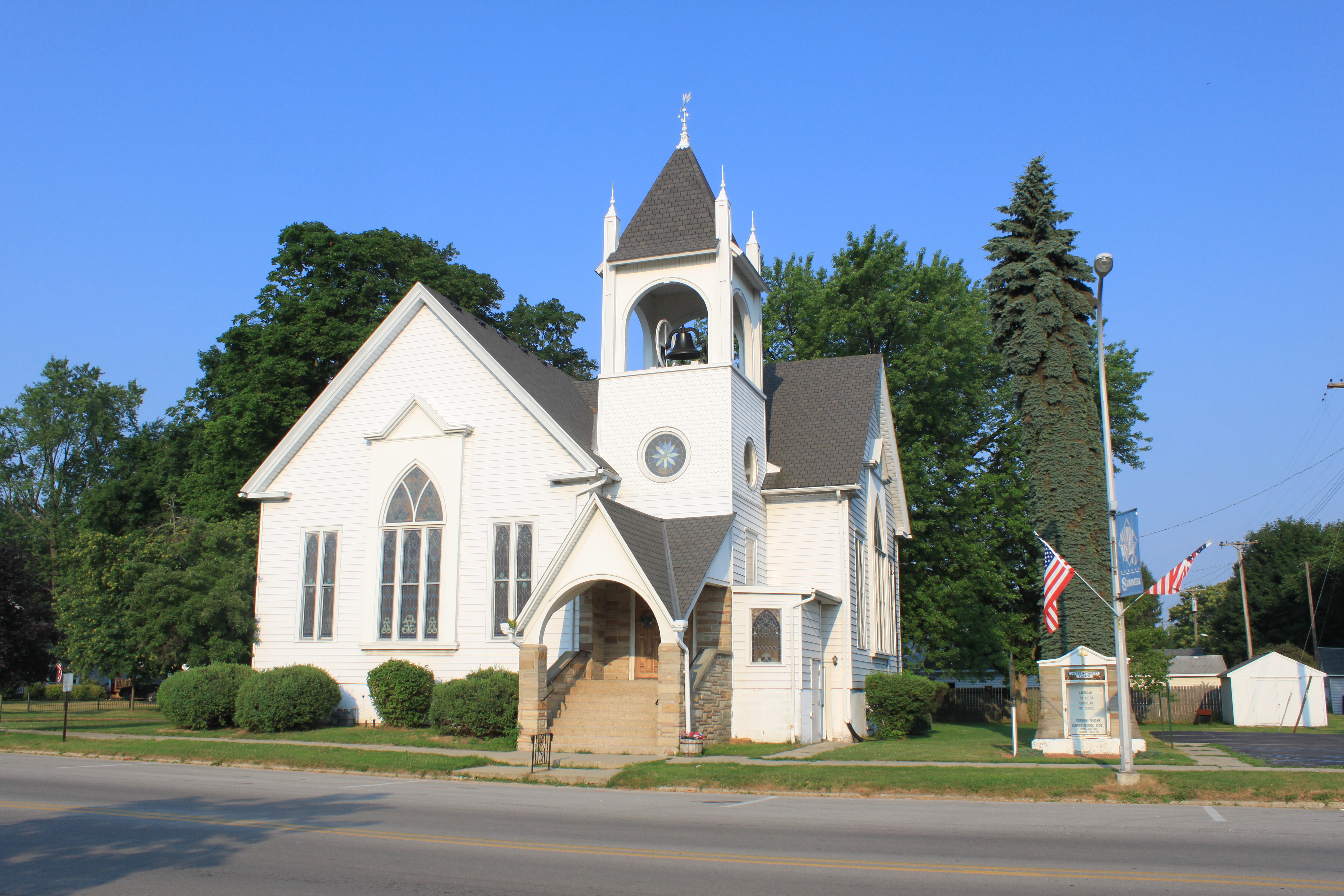
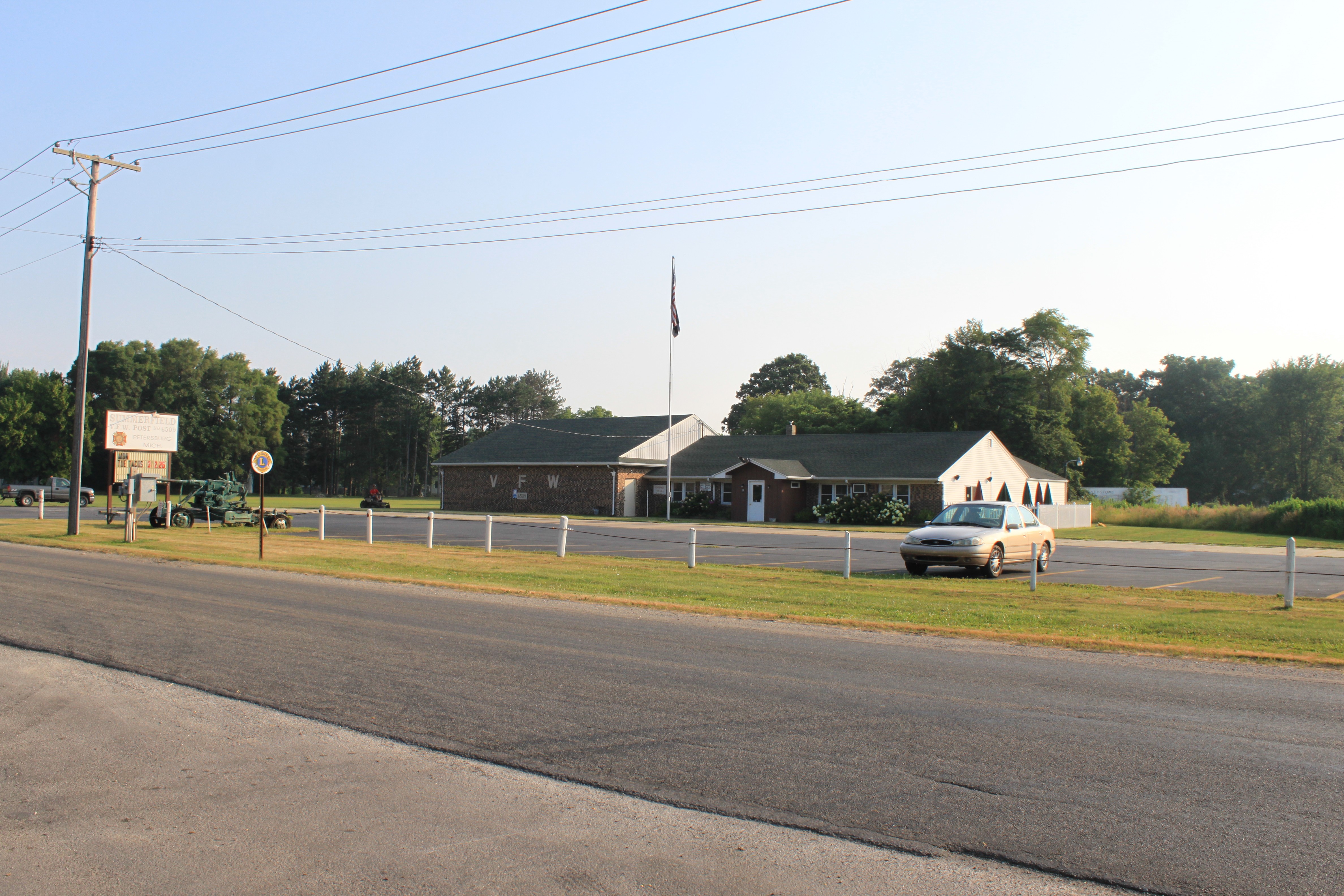
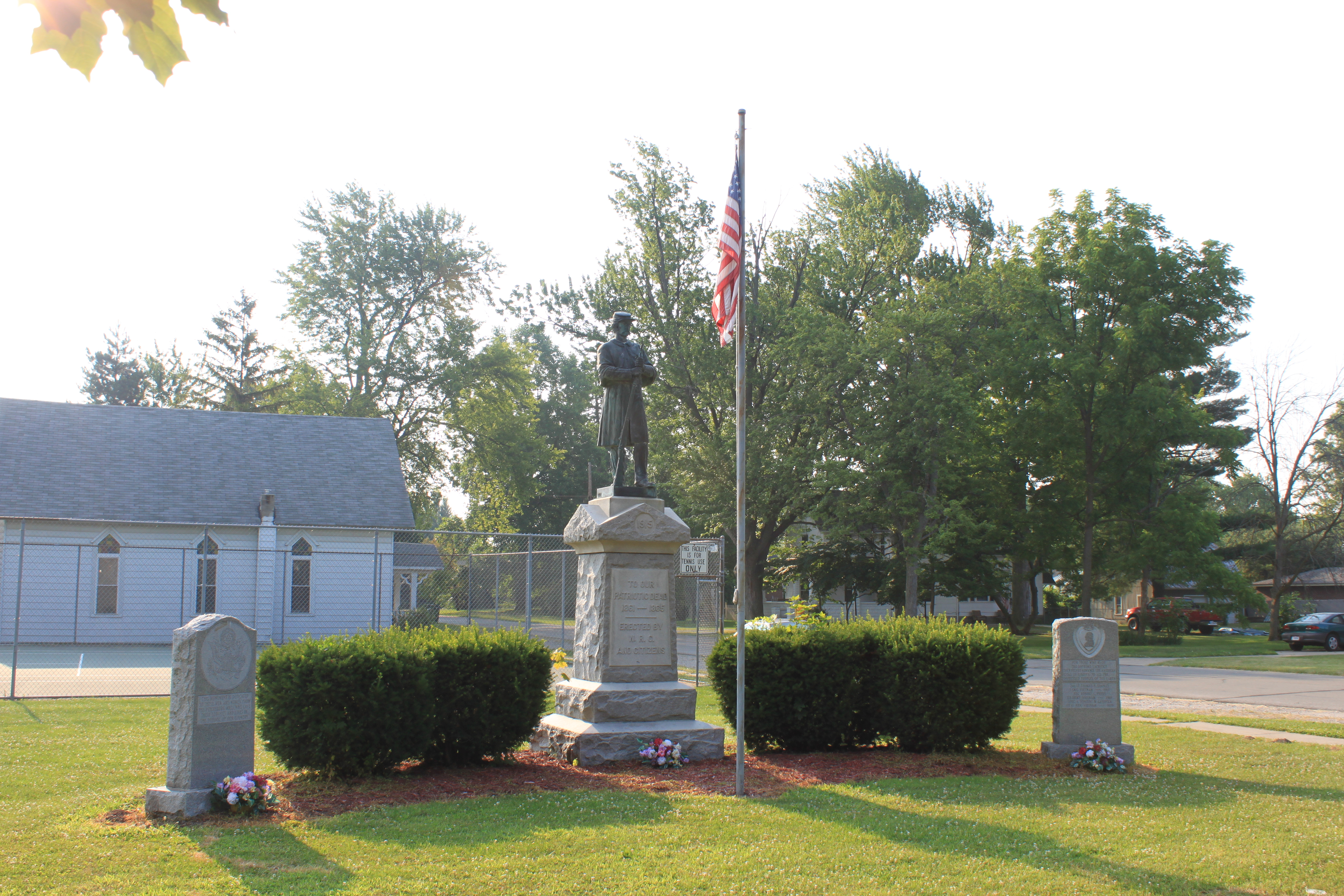